# Keïta Aminata Maïga
Keïta Aminata Maïga est la Première dame du Mali du 4 septembre 2013 au 19 août 2020, en tant qu'épouse du président Ibrahim Boubacar Keïta, qui démissionne à la suite d'une mutinerie. Au cours de son mandat de Première dame, elle encourage l'amélioration des soins de santé, de l'éducation, du bien-être des mères et des enfants, de l'environnement et des sports. Opposante au mariage des enfants, elle lance une campagne nationale en octobre 2015 pour mettre fin à cette pratique au Mali. 

## Biographie
Keïta Aminata Maïga est originaire de la commune de Bourem, dans la région de Gao, au nord du Mali. Son père, Attaher Maïga, a été ministre sous le président Modibo Keïta dans les années 1960, et sa sœur Mariama Suzanne Maïga est une médecin et femme politique. Aminata Maiga a étudié à l'université de Nantes en France. 
Elle supervise le don de plus de 30 millions de francs CFA d'équipements d'assainissement à la ville de Ségou, dans le cadre d'une campagne de nettoyage intitulée « Opération Ségou commune »[Quand ?]. Des équipements d'assainissement supplémentaires ont également été donnés à la ville de Sikasso, dans le sud du pays, sous la responsabilité de la Première dame.  
Au milieu des années 2010, l'épidémie d'Ebola en Afrique de l'Ouest en Guinée et au Libéria limitrophes constituait un risque majeur pour la santé publique au Mali. La Première dame lance alors une campagne de sensibilisation au virus Ebola destinée aux écoliers et intitulée « École contre Ebola », afin de prévenir la propagation éventuelle de la maladie.  
Le 11 octobre 2015, elle lance une campagne nationale intitulée « L'éducation des filles, un moyen d'éliminer le mariage précoce », afin de mettre un terme à la pratique du mariage d'enfants au Mali. Elle dévoile cette initiative, soutenue par l'Union africaine, lors d'une intervention publique dans la ville de Konobougou. 
Lors du sommet Afrique-France 2017 organisé Bamako, Keïta Aminata Maïga organise un événement destiné aux Premières dames africaines, afin de promouvoir les soins de santé en matière de reproduction pour les jeunes de toute l'Afrique.  
Elle est la présidente de l'association Agir, fondée en 1994 et devenue une organisation non gouvernementale en juin 2005. Elle siège également au Comité national olympique et sportif du Mali depuis 2000.
En août 2020, son mari est déposé par un coup d'État. Il part alors pour les Émirats d'Abou Dabi. Accompagné de son épouse, il revient au Mali en octobre de la même année.